# Созинов, Алексей Станиславович
Алексей Станиславович Созинов (род. 31 декабря 1963, Чистополь, Татарская АССР, РСФСР, СССР) — доктор медицинских наук, профессор, ректор Казанского государственного медицинского университета (с 2009 года). Депутат Госсовета Республики Татарстан V и VI созыва, член фракции «Единая Россия».

## Биография
Созинов Алексей родился 31 декабря 1963 года в Чистополе в семье служащих. В 1981 году окончил среднюю школу № 1 г. Чистополя. В 1987 году с отличием окончил Казанский государственный медицинский институт им. С. В. Курашова (КГМИ) по специальности «Лечебное дело». С 1987 по 1989 учился в ординатуре, с 1989 по 1992 в аспирантуре на кафедре инфекционных болезней КГМИ.
В 1992 году в Санкт-Петербургском государственном санитарно-гигиеническом институте защитил диссертацию на соискание степени кандидата медицинских наук на тему «Прогнозирование бактериальных осложнений гриппа и других острых респираторных заболеваний».
В 1993 году назначен директором филиала Казанского государственного медицинского института в городе Набережные Челны.
В 2003 году избран заведующим кафедрой биомедэтики и медицинского права КГМУ. В 2005 году присвоено ученое звание «профессор».
В 2004 году в Санкт-Петербургской государственной академии им. И. И. Мечникова защитил докторскую диссертацию.
С 2007 года председатель Форума этических комитетов стран Содружества Независимых Государств.
26 декабря 2008 года на общем собрании коллектива Казанского государственного медицинского университета избран ректором. 14 мая 2009 года Созинов официально вступил в должность ректора КГМУ.
14 сентября 2014 года на выборах депутатов в Государственный совет Республики Татарстан V созыва был избран от партии «Единая Россия».
8 сентября 2019 года избран депутатом в Госсовет РТ VI созыва. Входит в комитет по социальной политике, член Президиума Госсовета Республики Татарстан.
Входит в редакционный совет журналов «Биоэтика», «Казанский медицинский журнал», «Медицинское право», «Вестник современной клинической медицины».
6 марта 2022 года после вторжения России на Украину подписал письмо в поддержку действий президента Владимира Путина.

## Награды
- Медаль «За трудовое отличие» (1986)
- Почётная грамота Министерства здравоохранения Республики Татарстан
- Медаль Российского научного общества фармакологов им. Н. П. Кравкова

## Книги и публикации
- Роль Казанской окружной лечебницы в развитии психиатрической службы России во второй половине XIX века / Созинов А. С., Зиганшин Ф. Г., Митрофанов И. А. — Практическая медицина. 2019. Т. 17. № 3. С. 11-18.
- История Казанской психиатрии в лицах / Созинов А. С., Менделевич Д. М. — Казань, 2012. Том Книга I XIX век.
- Педиатры 64 / Созинов А. С. — Практическая медицина. 2012. № 7-1 (62). С. 174—177.
- Безопасность жизни человека — важная медико-биологическая проблема / Созинов А. С. — Вестник НЦБЖД. 2011. № 1 (7). С. 5.
- Семь рождений, семь матерей и семь ипостасей биоэтики / Созинов А. С. — Практическая медицина. 2008. № 8 (32). С. 24-30.